# Witold Wilkosz
Witold Wilkosz (Cracóvia, 14 de agosto de 1891 – 31 de março de 1941) foi um matemático, físico, filósofo e popularizador da ciência polonês.

## Vida e carreira
Filho de Jan, professor ginasial, e Józefa née Vopalko. Foi amigo do matemático Stefan Banach.
Antes de se formar no ensino médio escreveu um artigo sobre estudos semíticos, pelo qual lhe foi oferecida uma bolsa de estudos e membro da Morgenländische Gesellschaft Scientific Society, que lhe permitiu estudar na Universidade de Beirute . Depois de alguns meses retornou para Cracóvia e estudou filologia na Universidade Jaguelônica. Após dois anos decidiu mudar o curso para matemática, que estudou em Cracóvia e Turim. Obteve um doutorado com uma tese sobre integrais de Lebesgue em 1918, e começou a trabalhar como professor acadêmico na Universidade Jaguelônica. Em 1920 obteve a habilitação e em 1936 tornou-se professor. Foi preso em 6 de novembro de 1939 pela Alemanha Nazista, juntamente com outros proeminentes intelectuais e professores de Cracóvia, na infame Sonderaktion Krakau. No entanto, devido a uma doença grave, ele foi liberado em breve juntamente com outros nove professores em 9 de novembro. Voltou para casa e começou a trabalhar como professor ginasial. Para complementar sua renda, aceitou outro emprego na companhia de seguros Powszechny Zakład Ubezpieczeń Wzajemnych. Nos anos seguintes sua saúde se deteriorou seriamente. Morreu de pneumonia em 31 de março de 1941.
Foi palestrante convidado do Congresso Internacional de Matemáticos em Zurique (1932).

## Publicações
- Z teorii funkcji absolutnie ciągłych i całek Lebesgue’a (tese de doutorado), 1918
- O funkcjach ściśle mierzalnych i Duhamelowskich wraz z zastosowaniami do teorii równań całkowych i różniczkowych, 1920
- Les proprietés topologiques du plan euclidien, Paris, 1931
- Liczę i myślę, Cracóvia, 1938
- Jak powstała liczba, 1938
- Człowiek stwarza naukę, Cracóvia, 1946